# پنجاه بدر
پنجاه بِدَر آیین سنتی و قدیمی ویژه مردم شهر قزوین است که به پاس بارش‌های بهاری، پنجاهمین روز سال یا فصل بهار را در طبیعت سپری می‌کنند. برای همین در پنجاهمین روز بهار به باغستان قزوین می‌روند.
(مانند ۱۳ بدر)
این آئین با شمارهٔ ۱۸۵ در فهرست آثار ملی ایران میراث فرهنگی ناملموس در همایش چابهار در تاریخ ۱۷ بهمن ۱۳۸۹ به ثبت رسید.

## نحوه برگزاری
این جشن در ۱۹ اردیبهشت ماه پنجاه روز بعد از تحویل سال جدید شمسی برگزار می‌شود.
خوردن غذاهایی از جمله آش رشته و دُیماج و تنقلاتی چون آجیل و شیرینی باقی‌مانده از عید نوروز، بخشی از رسوم پنجاه بدر در شهر قزوین است. چنانچه از روز نخست سال تا پنجاهمین روز آن بارش باران فراوان باشد، مردم در آیین پنجاه بدر نماز شکر به جا می‌آورند و چنانچه سالی کم باران باشد از خداوند طلب بارش باران می‌کنند.